# Jean-Baptiste Porcher de Richebourg
Jean-Baptiste Porcher-Dupleix de Richebourg (17 décembre 1784, La Châtre - 12 janvier 1857, Paris), est un militaire et homme politique français.

## Biographie
Fils du comte Gilles Porcher de Lissonay, il suit la carrière militaire, devient aide de camp de Masséna, puis adjudant-commandant le 15 mai 1815.
Le 14 juin 1824, il est appelé à siéger à la Chambre des pairs après le décès de son père.